# Operation Dead End
Operation Dead End és una pel·lícula de thriller alemanya del 1985 dirigida per Nikolai Müllerschön.

## Acció
Dos homes (Boris i Les) i una dona (Kim) han estat reclutats per a un experiment científic on estan tancats durant 60 dies en un búnquer en el que els diuen que és una illa tòxica a l'Atlàntic. Només poden abandonar el búnquer durant una estona curta i només amb vestits protectors, no hi ha res fora excepte un paisatge lunar. Cada pas que fan i cada paraula que diuen són controlats pels científics, que segueixen l'experiment des d'un vaixell que es troba a l'illa. Els investigadors volen obtenir informació sobre la convivència humana en un aïllament complet en un espai molt reduït després d'una catàstrofe nuclear global, fred, allunyat del món exterior i privat de tots els èxits culturals i socials. A poc a poc, l'agressivitat i les emocions es van alliberant entre els subjectes, donant lloc a una guerra psicològica. Quan els científics decideixen allargar la prova i els tres comencen a sospitar-ho, esclata el pànic.
La Deutsche Film- und Medienbewertung FBW a Wiesbaden va atorgar a la pel·lícula la qualificació valuosa.

## Estrena
L'estrena de Operation Dead End va tenir lloc el 6 de març de 1986 a Colònia. Gairebé un any després, el 13 de març de 1987, es va estrenar en vídeo, i l'any següent la pel·lícula va ser emesa el 19 d'agost de 1988 per BR. Anys més tard, la pel·lícula també es va estrenar en DVD el 2015 en una versió de 91 minuts.